# Жан дьо Монфор (Бретан)
Жан Бретански (на френски: Jean de Bretagne), наречен Жан (II) дьо Монфор (Jean (II) de Montfort; * ок. 1294, Енбон, Кралство Франция; † 16/26 септември 1345, пак там) е под името Жан II дьо Монфор граф на Монфор-л'Амори (1332 – 1345), претендент за Херцогство Бретан (1341 – 1345) и граф на Ричмънд (1341 – 1342) от Дом дьо Дрьо. Историографията, особено британската, го нарича Жан IV Бретански.

## Произход
Той е четвъртото дете и единствен син на Артур II (* 1262, † 1312), херцог на Бретан, и на неговата втора жена Йоланда дьо Дрьо (* ок. 1269, † 1322), графиня дьо Монфор-Амори. Има пет сестри:
- Жана (* 1294, † 1364), съпруга на Робер Фландърски, граф на Марл
- Беатриса (* 1295, † 1384), господарка на Едè, съпруга на Ги Х, господар на Лавал
- Алиса (* 1297, † 1377), съпруга на Бушар VI, граф на Вандом
- Бланш (* 1300)
- Мария (* 1302, † 1371), монахиня

Освен това има трима полубратя от първия брак на баща си.

## Управление

### Война за бретанското наследство
През август 1330 г., след смъртта на майка си Йоланда дьо Дрьо, Жан дьо Монфор наследява Графство Монфор-Амори. Първоначално той се съгласява с волята на по-големия си полубрат Жан III Добрия, херцог на Бретан, да прехвърли правата за наследяване на херцогството на Шарл дьо Блоа. След това обаче променя позицията си и приема херцогската корона от синода на епископите и благородниците в Нант. Така Жан дьо Монфор провокира избухването на Войната за бретанското наследство, продължила от 1341 до 1365 г.
С подкрепата на краля на Англия Едуард III Плантагенет херцог Жан Бретански се бори с друг претендент за херцогството – граф Шарл дьо Блоа, който е подкрепян последователно от кралете на Франция Филип VI, Жан II Добрия и Шарл V.
Асамблеята на перовете, свикана в Париж през август 1341 г., трябва да реши кой да бъде официалният наследник на Херцогство Бретан. Пристигайки в Париж, Жан дьо Монфор лесно се убеждава, че няма да има справедливост от негова гледна точка. Той решава, че няма основания да се довери на краля на Франция и не се подчинява на строгото предписание на Филип VI да остане в двореца, като бяга и се укрепява в Нант.
На 7 септември 1341 г. перовете на Франция признават Шарл дьо Блоа за херцог на Бретан, а френските войски нахлуват в херцогството през долината на Лоара. След месец военни действия те превземат Нант. На 18 ноември гражданите го предават на неговия противник. Жан дьо Монфор е доведен с конвой в Париж и е затворен в кулата на Лувъра, където остава в течение на 3 г. Антифренската партия е обезглавена. Изглежда, че нищо не пречи на Шарл дьо Блоа да поеме правомощията си като владетел на Бретан.

### „Пламенната Жана“
Съпругата му Жана Фландърска става лидер на привържениците на съпруга си. Тя признава веднага Едуард III за крал на Франция. През май 1342 г. Жана установява своята позиция зад крепостните стени на град Енбон и не само удържа всички френски атаки, но извършва серия от демонстративни нападения срещу Шарл дьо Блоа, което предизвиква възхищение не само у нейните поддръжници, но и у бретанците, които подкрепят Шарл, както и на самите французи. За нейното безстрашие и вярност тя получава прозвището „Пламенната Жана“. Тя успешно защитава град Енбон против войските на Шарл дьо Блоа до настъпването на есента на 1342 г. когато ѝ помага английският отряд под командването на сър Уолтър Мени.

### Подкрепление
В течение на 1342 г. през Бретан се минават въоръжени формирования от много националности; французите призовават на помощ генуезки арбалетчици, испанската флота, водена от гранда на Кастилия Лудовико Испански. Поддръжниците на клана Монфор са подкрепяни от англичаните: на 30 октомври 1342 г. крал Едуард лично пристигна в херцогството начело на малка армия, която подсилва английските войски вече в Бретан и привържениците на неговия кандидат. Испанците бързо са изведени от играта при Роскасгуен (Кемперле), където от трите хиляди испанци се спасява едва всеки десети, а испано-генуезският флот, който предвожда тази армия, е унищожен от англичаните и бретонците.

### Примирие
В края на 1342 г. френски и английски подкрепления пристигат от двете страни и през януари войната приема нов обрат, докато на 19 януари папа Климент VI постига примирие между воюващите страни, подписано в Малестроа.
Едуард III се завръща в Англия в края на февруари 1343 г. Жана Фландърска, изтощена от войната, която се води през предходната година, отива там с двете си деца, едното от които по-късно ще стане херцог на Бретан под името Жан IV.
Крал Филип VI Валоа, възползвайки се от примирието, кани основните си противници сред бретанските благородници да се състезават на турнир в Париж. Там те са заловени от кралските служители и около петнадесет от тях (включително Оливие IV дьо Клисон) са обезглавени на публично място. Главата на Клисон е изпратена в Нант за назидание на бретанците, които не искат да се подчинят на краля на Франция.

### Възобновяване на войната и смърт
През 1344 г. Жан дьо Монфор губи град Кемпер, превзет от Шарл дьо Блоа, и е взет в плен. Дегизиран като търговец, успява да избяга от Лувъра на 27 март 1345 г. Той отива в Англия за подкрепления, а после се установява в Бретан. С помощта на войската краля на Англия Едуард III той си възвръща града обратно, разгромявайки Шарл дьо Блоа и неговите съюзници в битката при Кадора. В това сражението обаче самият Жан дьо Монфор е ранен. Обсажда Кемперле, но неуспешно.
Връщайки се в Енбон, на 26 септември същата година той умира от открити рани и временно е погребан в абатството „Свети кръст“ в Кемперле, след което останките му са преместени в гроб в параклиса на Доминиканския манастир в Кемперле.

## Брак и потомство
∞ 1329 в Шартър за Жана дьо Дампиер Фландърска (1295 – 1374), дъщеря на Луи I дьо Дампиер, граф на Невер, и на Жана дьо Ретел, от която има син и дъщеря:
- Жан IV (V) Мъдри (* 1340, † 1399), херцог на Бретан (1345 – 1399); ∞ 1. 1355 в Лондон за Мария Английска (* 1344 † 1361), дъщеря на краля на Англия Едуард III и съпругата му Филипа д'Авен, от която няма деца. 2. май 1366 в Лондон за Джована Холанд (* 1350 † 1384), дъщеря на Томас Холанд, 1-ви граф на Кент, и съпругата му Жана от Кент, графиня на Кент, от която няма деца. ∞ 3. 11 септември 1386 в църквата „Сен Клер дьо Сале“ в Геранд за Жана Наварска (* 1370 † 1437), дъщеря на Шарл II Наварски и Жана Френска, от която има девет деца.
- Жана Бретанска (* 1341, † 8 ноември 1402), ∞ 1385 за Ралф Басет, 3-ти барон на Басет (* 1335, † 1390), от когото има една дъщеря.